# アンロック/陰謀のコード
『アンロック/陰謀のコード』（アンロックいんぼうのコード、Unlocked）は、2017年のイギリス・アメリカ合衆国のアクション・スリラー映画。原題は「完落ち」の意味。監督はマイケル・アプテッド、出演はノオミ・ラパスとオーランド・ブルームなど。

## ストーリー
アリス・ラシーンはかつてCIAの凄腕尋問官だったが、ある容疑者を尋問で完落ち（アンロック）させられず、パリでのテロ事件の発生を止められなかったことにショックを受けて引退、ケースワーカーとしてロンドンで静かに暮らしていた。
そんなある日、アリスはバイオテロ計画の容疑者を尋問するためとして、CIAに呼び戻される。アリスはかつてのように巧みな尋問で容疑者をアンロックに追い込むが、昔の同僚からの連絡でそれが罠であることを知らされる。さらに内部に裏切り者がいることを知ったアリスは、元海兵隊員ジャック・ オルコットの協力を得て、その摘発とテロの阻止に奔走する。

## キャスト
※括弧内は日本語吹替
- アリス・ラシーン - ノオミ・ラパス（朴璐美）

CIAの元尋問官。現在はケースワーカー。尋問のテクニックは衰えていない。生まれはヨーロッパ。12歳の時に母親とアメリカに移るが1年後に児童保護局に路上で保護された過去がある。
- ジャック・オルコット - オーランド・ブルーム（平川大輔）

元海兵隊員。現在は盗みを働いている無法者。イラクに行ったことがある。
- エミリー・ノウルズ - トニ・コレット（深見梨加）

MI5のメンバー。
- ボブ・ハンター - ジョン・マルコヴィッチ（樋浦勉）

CIAヨーロッパ部門長。
- エリック・ラッシュ - マイケル・ダグラス（井上和彦）

アリスの元同僚。CIAロンドン支局。30年以上勤めている。
- アムジャド - トシン・コール (時永洋)

コミュニティセンターのアリスの知り合い。
- ロムリー - ブライアン・キャスプ (徳本英一郎)

CIA本部に勤める。
- ペイン - ラファエロ・デグルトーラ (中野泰佑)
- バレット - ケビン・シェン (赤坂柾之)
- サッター - マシュー・マーシュ（英語版） (綿貫竜之介)

CIA捜査官。
- バズ - トム・リード (白石兼斗)
- ウイルソン - フィリップ・ブロディ (荒井勇樹)

MI5のメンバー。
- ラティーフ - エイメン・ハムドゥーチ (野瀬育二)

モロッコ人の男性。
- ノマ - アデラーヨ・アデダーヨ (大津愛理)
- フセイン - (佐々健太)
- 岡井カツノリ/岸本百恵
- ハリル

指導者。服役中。

## ホームメディア
HappinetよりBlu-rayとDVDによるDISCの販売が行われている。
- 『アンロック/陰謀のコード』Blu-ray 発売日：2018年9月4日 品番:HPXR-268
- 『アンロック/陰謀のコード』DVD 発売日：2018年9月4日 品番:HPBR-268